# Яровенко, Александр Евгеньевич
Алекса́ндр Евге́ньевич Ярове́нко (укр. Олександр Євгенійович Яровенко; 19 декабря 1987, Алма-Ата, Казахская ССР) — украинский футболист, нападающий клуба «Ком». Сын олимпийского чемпиона Сеула (1988) в составе сборной СССР по футболу Евгения Яровенко.

## Биография
Футболом начинал заниматься в днепропетровской ДЮСШ-12. Первый тренер — Анатолий Николаевич Зюзь. В начале 2004 года перебрался в академию донецкого «Шахтёра», где занимался под руководством Юрия Александровича Беличенко. А после выпуска попал в «Шахтёр-3», которым руководил его отец Евгений Яровенко. В профессиональном футболе дебютировал 28 августа 2004 года в матче второй лиги против «Десны». В 2006 году трижды привлекался к матчам «Шахтёра-2» в первой лиге (тренер — Николай Федоренко), но пробиться в основную команду не сумел. Летом 2006 года стал игроком криворожского «Кривбасса», где выступал исключительно за дублирующий состав.
В конце 2006 года перебрался в Казахстан, где в течение двух сезонов играл под руководством отца за клуб высшего дивизиона «Есиль‑Богатырь» из Петропавловска. В начале 2009 года вернулся на Украину, подписав контракт с второлиговой днепродзержинской «Сталью». По завершении сезона перешёл в другой клуб второй лиги — «Днепр-75», где стал лидером. В начале 2010 года команда из-за нехватки финансирования снялась с соревнований и Яровенко на правах свободного агента перешёл в харьковский «Гелиос», а затем — в армянский «Титан».
С 2012 года играл под руководством отца за «Нефтяник-Укрнефть» и казахский «Тараз».
В марте 2018 года перешёл в МФК «Николаев».